# إمبراطورية المتحولين جنسيا: صناعة الخنثى (كتاب)
إمبراطورية المتحولين جنسيًا: صناعة الخنثى (1979؛ الطبعة الثانية 1994) هو كتاب ينتقد تغيير الجنس للمؤلفة والناشطة الأمريكية النسوية المتطرفة جانيس ريموند. يستمد الكتاب من أطروحة ريموند، التي أنتجت تحت إشراف اللاهوتي النسوي ماري دالي.

## نبذة عن الكتاب
تبحث ريموند في دور المتحولين جنسيًا في المجتمع - وخاصة النهج النفسية والجراحية تجاهه - وتجادل بأن تغيير الجنس يعزز القوالب النمطية الجنسانية التقليدية من حيث الأدوار الاجتماعية الخاصة لكل نوع. تكتب ريموند أيضًا عن الطرق التي يعمل بها المجمع الطبي-النفسي على إضفاء الطابع الشخصي على الهوية الجنسية والسياق الاجتماعي والسياسي الذي يساعد في إنتاج العلاج والجراحات التي يخضع لها المتحولون جنسيًا كطب طبيعي وعلاجي.
وتؤكد ريموند أن تغيير الجنس يعتمد على «الأساطير الأبوية» و«صنع المرأة حسب صورة الرجل». كما تدّعي أن هذا يتم من أجل «استعمار الهوية النسوية، والثقافة، والسياسة، والجنس» مضيفة: «يغتصب المتحولون جنسيًا أجساد النساء عن طريق اختصار الشكل الأنثوي الحقيقي وتحويله إلى قطعة أثرية، والاستيلاء على هذه الهيئة لأنفسهم.... المتحولون جنسيًا هم مجرد وسيلة لاغتصاب النساء، بدون أي يبدو الأمرفي صورة اغتصاب.»

## تاريخ النشر
نُشر الكتاب لأول مرة في الولايات المتحدة من قبل مطبعة المنارة في عام 1979. وفي عام 1980، نُشر الكتاب في المملكة المتحدة من قبل مطبعة المرأة. وفي عام 1994، نُشرت الطبعة الثانية من قبل مطبعة كلية المعلمين.

## الانطباعات
في وقت النشر، حظي الكتاب بالاحترام والإعجاب في وسائل الإعلام الرئيسية، حيث علق الطبيب النفسي توماس ساس قائلاً: «لقد استحوذ الكتاب بحق على تغيير الجنس كرمز لشعار المجتمع الحديث المتواصل - رغم أنه أخفى بشكل متزايد - معاداة الحركة النسائية». وفي مراجعة نُشرت عام 1980، وصفتها سارة هوغلاند الكتاب بأنه «مناقشة خصوصية للخداع الأبوي». ومع ذلك، فقد ذهب هذا التفسير مع رواج الكتاب.
تم انتقاد وجهات نظر ريمون حول تغيير الجنس (تغيير الجنس) من قبل الكثيرين في مجتوع المتحولين جنسيًا إل جي بي تي والمجتمعات النسوية الليبرالية ووصفها بأنها بالغة الشدة فيما يتعلق برهاب التحول الجنسي، وتشكل خطاب الكراهية ضد الرجال والنساء المتحولين جنسيًا.
تحدث الكتاب عن ساندي ستون، وهي امرأة عبرية عملت كمهندس صوت لأوليفيا ريكوردز، وكريستي بارسكي، الكتهمتان كليهما بخلق انقسامات في صفوف النساء والنسوية. تعرضت هذه الكتابات لانتقادات شديدة باعتبارها هجمات شخصية على هؤلاء الأفراد.
تجادل كارول ريدل في كتابها قراءات في دراسات المتحولين جنسيًا بأن كتاب إمبراطورية المتحولين جنسيًا: صناعة الخنثى لم يخلق أي تحامل ضد المتحولين جنسيًا، لكنه فعلت الكثير لتبريره وإدامته أكثر من أي كتاب آخر ربما يكون قد كُتب".

## مصارد خارجية
- Fictions and Facts About the Transsexual Empire – Janice Raymond's comments about her book.